# Edward Mulhare
Edward Mulhare, född 8 april 1923 i Cork på Irland, död 24 maj 1997 i Van Nuys, Los Angeles, Kalifornien, var en irländsk skådespelare.
Mulhare var en populär TV-skådespelare mellan 1956 och 1995. Hans första TV-framträdande var i en produktion av The Adventures of Robin Hood men han är mest känd för rollen som Devon Miles i TV-serien Knight Rider.
Mulhare dog i lungcancer 1997 i Los Angeles. Han gifte sig aldrig.

## Filmografi
- Höjd 24 svarar inte (1955) - James Finnegan
- Signpost to Murder (1964) - Dr. Mark Fleming
- Von Ryans Express (1965) - Kapten Costanzo
- Our Man Flint (1966) - Malcolm Rodney
- Operation Caprice (1967) - Sir Jason Fox
- Det djävulska ögat (1967) - Jean-Claude Ibert
- Man lever bara två gånger (1967) - Brittisk diplomat (okrediterad)
- The Ghost and Mrs. Muir (1968) TV-serie - Kapten Daniel Gregg
- Gidget Grows Up (1969) (TV) - Alex MacLaughlin
- Battlestar Galactica (1979) TV-serie "Experiment in Terra" - John
- Megaforce (1982) - Byrne-White
- Knight Rider (1982) TV Serie - Devon Miles
- MacGyver (1986) - Guy Roberts
- B-17: The Flying Fortress (1987) (röst) - Berättare
- Knight Rider 2000 (1991) - Devon Miles
- Hart to Hart: Secrets of the Hart (1995) (TV)
- Out to Sea (1997) - Cullen Carswell